# Agio Giorgoudi
Agio Giorgoudi, Agios Giorgoudis oder Agion Yeorgoudhi, (griechisch Άγιο Γιωργούδι, türkisch Küçük Selçuklu) ist eine Wüstung in der Gemeinde Selladi tou Appi im Bezirk Paphos in der Republik Zypern.

## Name
Der Name des Dorfes, erscheint in der Form Agio Giorgoudi (griechisch Άγιο Γιωργούδι) anstatt Agios Georgios (griechisch Άγιος Γεώργιος), vermutlich aufgrund der geringen Größe des Dorfes. Der christliche Name des Dorfes deutet darauf hin, dass es sich um eine ursprünglich griechisch-orthodoxe Siedlung handelte, deren Bewohner während der osmanischen Herrschaft zum Islam konvertierten.
Im Jahr 1958 gaben die Zyperntürken dem Dorf den neuen Namen Küçük Selçuklu („Klein-Selçuk“), in Anlehnung an das nahegelegene Dorf Selçuklu. Der Name verweist auf die Seldschuken.

## Lage und Umgebung
Agio Giorgoudi gehört zum Verwaltungsgebiet der Gemeinde Selladi tou Appi. Die Wüstung liegt auf der Tillyria-Halbinsel nahe der nordzyprischen Exklave Erenköy/Kokkina, im Nordwesten der Mittelmeerinsel Zypern. Sie liegt auf einer Höhe von etwa 250 Metern, etwa 4 Kilometer südlich der Küste, ein Kilometer nördlich von Selladi tou Appi, 2,5 Kilometer südwestlich von Mosfileri und 8 Kilometer westlich von Kato Pyrgos entfernt. Das verlassene Dorf kann über die Straße F740 erreicht werden.

## Geschichte
Agio Giorgoudi war bis in die Mitte des 20. Jahrhunderts ein ausschließlich von Zyperntürken bewohntes Dorf. Zwischen 1891 und 1931 schwankte die Einwohnerzahl konstant zwischen 33 und 40 Personen. Im Jahr 1946 wurde das Dorf verwaltungstechnisch dem benachbarten Dorf Selladi tou Appi zugeordnet, wodurch seine Einwohnerzahlen in späteren Volkszählungen nicht mehr separat erfasst wurden.
Im Zuge der interkommunalen Spannungen auf Zypern verließen alle Zyperntürken Agio Giorgoudi im Jahr 1964. Die Evakuierung erfolgte während der Kämpfe um Tillyria, als die Region unter Beschuss durch die griechisch-zypriotische Nationalgarde unter Georgios Grivas geriet. Die Dorfbewohner suchten Zuflucht im zyperntürkischen Erenköy/Kokkina. Dort verblieben sie bis 1976, ehe sie in das zuvor zyperngriechische Dorf Yialousa/Yeni Erenköy auf der Karpas-Halbinsel umgesiedelt wurden.
Seit der Evakuierung ist Agio Giorgoudi unbewohnt. Die Häuser und übrigen Gebäude des Dorfes befinden sich heute in Ruinen.

### Bevölkerungsentwicklung
Die folgende Tabelle zeigt die Bevölkerung des Dorfes, wie sie in den in Zypern durchgeführten Volkszählungen erfasst wurde.
| Jahr      | 1891 | 1901 | 1911 | 1921 | 1931 |
| Einwohner | 34   | 39   | 40   | 33   | 38   |